# Gerd Laßner
Gerd Laßner (* 19. August 1940 in Waldkirchen/Erzgeb.; † 24. August 2005 in Augustusburg) war ein deutscher Mathematiker.

## Leben und Wirken
Laßner besuchte von 1946 bis 1954 die Grundschule in Waldkirchen und erlernte anschließend den Beruf eines Maschinenbauers. Von 1957 bis 1959 besuchte er die Arbeiter-und-Bauern-Fakultät in Chemnitz (damals Karl-Marx-Stadt), machte dort sein Abitur und studierte ab 1959 an der Universität Leipzig Mathematik. Nach bestandener Diplom-Prüfung 1963 wurde er dort planmäßiger Aspirant. 1966 wurde er mit einer Arbeit zur theoretischen Hydrodynamik Über die Existenz und Eindeutigkeit von Lösungen der magnetohydrodynamischen Gleichungen promoviert.
Von 1966 bis 1969 arbeitete er am Vereinigten Institut für Kernforschung (VIK) in Dubna bei Moskau im Laboratorium für Theoretische Physik. Nach seiner Rückkehr wurde er im September 1969 an der Universität Leipzig zum ordentlichen Professor berufen. 1970 erfolgte seine Promotion B mit dem Thema Topologisierung von Operatorenalgebren und Darstellungen topologischer Algebren. Er war maßgeblich an der Begründung des sich Anfang der 1970er Jahre etablierenden neuen Forschungsgebietes „Algebren unbeschränkter Operatoren“ und deren Anwendungen in der Quantenphysik beteiligt.
Von 1976 bis 1979 weilte er erneut am VIK Dubna und war dort Leiter des Bereiches „Axiomatische Quantenfeldtheorie, Mathematische Physik“.
Über diese seine eigene wissenschaftliche Arbeit hinaus war es ihm ein Anliegen, die Leipziger Tradition auf dem Gebiet der Mathematischen Physik neu zu beleben. Ein Meilenstein in dieser Richtung war seine gemeinsam mit theoretischen Physikern 1973 betriebene Gründung des „Naturwissenschaftlich-Theoretischen Zentrums“ (NTZ) an der Universität Leipzig, dessen Leiter er von 1973 bis 1976 und von 1979 bis 1991 war. Das NTZ richtete 1977 und 1983 jeweils eine internationale Tagung Operatorenalgebren, Ideale und deren Anwendungen in der Physik aus. Es ermöglichte darüber hinaus viele Jahre lang jungen DDR-Wissenschaftlern, Beziehungen zu Kollegen in aller Welt, vor allem auch in westlichen Ländern, anzuknüpfen. 1976 wurde Laßner Mitglied der neu gegründeten „International Association of Mathematical Physics“ (IAMP). Dem internationalen Ansehen des NTZ war es zu verdanken, dass der zehnte „International Congress of Mathematical Physics“ im Ergebnis einer Briefwahl der IAMP-Mitglieder an die Universität Leipzig vergeben wurde; er fand 1991 statt.
1979 wurde er zum korrespondierenden und 1987 zum ordentlichen Mitglied der Akademie der Wissenschaften der DDR gewählt. Nach der Auflösung der Akademie wurde er 1993 aktives Mitglied der Leibniz-Sozietät und befasste sich zunehmend mit philosophischen Themen, vor allem mit der Leibnizschen Monadologie. 
1963 bis 1967 war Laßner Kandidat des Zentralrats der FDJ. Von 1981 bis 1989 war er Kandidat des ZK der SED.
Im Dezember 1991 endete sein Arbeitsverhältnis als Hochschullehrer an der Universität Leipzig aufgrund der Abberufung durch die Sächsische Staatsregierung.
Er war mit der Physikerin Gisela Laßner verheiratet, mit der er gemeinsame Arbeiten veröffentlichte.

## Schriften (Auswahl)
- Gerd Lassner: Über ein Rand-Anfangswertproblem der Magnetohydrodynamik. In: Archive for Rational Mechanics and Analysis. Band 25, 1967, S. 388–405, doi:10.1007/BF00291938.
- G. Lassner, A. Uhlmann: On positive functionals on algebras of test functions for quantum fields. In: Commun. Math. Phys. Band 7, 1968, S. 152–159, doi:10.1007/BF01648332.
- G. Lassner: Topological algebras of operators. In: Reports on Mathematical Physics. Band 3, Nr. 4, 1972, S. 279–293, doi:10.1016/0034-4877(72)90012-2.
- G. Lassner, W. Timmermann: Normal states on algebras of unbounded operators. In: Reports on Mathematical Physics. Band 3, Nr. 4, 1972, S. 295–305, doi:10.1016/0034-4877(72)90013-4.
- G. Lassner: Topological algebras and their applications in quantum statistics. In: Wiss. Z., Karl-Marx-Univ. Leipzig, Math.-Naturwiss. Reihe. Band 30, 1981, S. 572–595.
- G. Lassner: Algebras of unbounded operators and quantum dynamics. In: Physica A. Band 124, Nr. 1–3, 1984, S. 471–479, doi:10.1016/0378-4371(84)90263-2.